# Solanum reitzii
Solanum reitzii är en potatisväxtart som beskrevs av Lyman Bradford Smith och Robert Jack Downs. Solanum reitzii ingår i släktet skattor som ingår i familjen potatisväxter. Inga underarter finns listade i Catalogue of Life.